# Max Gottschalck
Max Gottschalck (* 22. November 1835 in Landsberg an der Warthe; † 12. November 1899 in Braunschweig) war ein preußischer Generalmajor.

## Leben
Gottschalck war der Sohn eines Justizrates. Er trat am 16. September 1853 als Dreijährig-Freiwilliger in das 31. Infanterie-Regiment der Preußischen Armee ein und avancierte bis Anfang Dezember 1855 zum Sekondeleutnant. Von Juni 1859 bis November 1860 war er zur Schul-Abteilung in Potsdam und anschließend zur neu errichteten Unteroffizierschule in Jülich kommandiert. Am 22. März 1860 erfolgte seine Versetzung in das 31. kombinierte Infanterie-Regiment, aus dem zum 4. Juli 1860 das 3. Thüringische Infanterie-Regiment Nr. 71 hervorging. Mit der Beförderung zum Premierleutnant wurde Gottschalck am 22. April 1862 in sein Stammregiment rückversetzt und absolvierte ab Oktober 1862 für drei Jahre zur weiteren Ausbildung die Kriegsakademie in Berlin. 1866 nahm er während des Krieges gegen Österreich bei der 9. Kompanie an den Schlachten bei Podol und Münchengrätz teil. In der Schlacht bei Königgrätz wurde er durch einen Schuss in den linken Fuß schwer verwundet und mit dem Roten Adlerorden IV. Klasse mit Schwertern ausgezeichnet.
Nach dem Friedensschluss wurde Gottschalck am 6. Oktober 1866 unter Stellung à la suite seines Regiments als Lehrer an die Kriegsschule in Engers kommandiert und rückte Ende des Monats zum Hauptmann auf. Mit der Mobilmachung anlässlich des Krieges gegen Frankreich kehrte er Mitte Juli 1870 zu seinem Regiment zurück und führte die 1. Kompanie bei Beaumont und Sedan sowie während der Belagerung von Paris in den Kämpfen bei Pierrefitte.
Ausgezeichnet mit dem Eiserne Kreuz II. Klasse nahm Gottschalck nach dem Vorfrieden von Versailles ab Anfang Mai 1871 seine Lehrtätigkeit an der Kriegsschule Engers wieder auf. Mit der Ernennung zum Kompaniechef im Hohenzollernschen Füsilier-Regiment Nr. 40 trat er am 12. Juli 1873 in den Truppendienst zurück. Vom 30. Dezember 1875 bis zum 15. August 1876 war er als Major dem Regiment aggregiert und wurde anschließend unter Stellung à la suite zum Direktor der Kriegsschule in Hannover ernannt. Am 22. März 1881 folgte seine Versetzung als Kommandeur des II. Bataillons im 2. Hannoverschen Infanterie-Regiment Nr. 77 nach Celle. In gleicher Eigenschaft wurde Gottschalck am 11. Februar 1882 in das 4. Magdeburgische Infanterie-Regiment Nr. 67 versetzt und rückte mit der Beförderung zum Oberstleutnant am 6. Dezember 1883 zum etatmäßigen Stabsoffizier auf. Unter Stellung à la suite des Regiments beauftragte man Gottschalck am 12. Januar 1886 zunächst mit der Wahrnehmung der Geschäfte als Inspekteur der militärischen Strafanstalten und ernannte ihn am 15. Januar 1887 als Oberst zum Inspekteur. Vom 1. März 1888 bis zum 23. März 1890 war er Kommandeur des 2. Hessischen Infanterie-Regiments Nr. 82 und erhielt in dieser Eigenschaft für sein Wirken während der Herbstübungen des X. Armee-Korps im September 1889 den Kronen-Orden II. Klasse. Daran schloss sich unter Beförderung zum Generalmajor am 24. März 1890 eine Verwendung als Kommandeur der 14. Infanterie-Brigade in Magdeburg an. Am 22. August 1891 wurde er zu den Offizieren von der Armee versetzt und am 17. September 1891 in Genehmigung seines Abschiedsgesuches mit der gesetzlichen Pension zur Disposition gestellt. Anlässlich seiner Verabschiedung verlieh ihm Wilhelm II. den Roten Adlerorden II. Klasse mit Eichenlaub und Schwertern am Ringe.
Gottschalck starb an deformierender Gelenkentzündung und Herzlähmung. Er liegt auf dem Braunschweiger Militär-Friedhof begraben.

## Schriften
- Theilnahme des 1. Thüringischen Infanterie-Regiments Nr. 31 am Feldzuge 1870–71. Mittler & Sohn, Berlin 1874.
- Geschichte des 1. Thüringischen Infanterie-Regiments Nr. 31. Mittler & Sohn, Berlin 1894.